# Ryder Cup 2020
Navigation
2018 2023
La Ryder Cup 2020 (ou Ryder Cup 2021), quarante-troisième édition de la Ryder Cup, a lieu du 24 au 26 septembre 2021 au Whistling Straits (en) Golf Course de Haven, Wisconsin (en). Initialement prévue en septembre 2020, la compétition est reportée en raison de la pandémie de Covid-19.
L'équipe américaine s'impose largement 19-9, soit la victoire la plus large depuis qu'elle affronte une équipe européenne (édition 1979).

## Parcours
La compétition a eu lieu sur le parcours Straits du Whistling Straits (en) Golf Course situé à Haven dans le comté de Sheboygan, Wisconsin.
| Aller | Aller | Aller                     | Retour | Retour | Retour                    |
| N°    | Par   | Distance (yards / mètres) | N°     | Par    | Distance (yards / mètres) |
| ----- | ----- | ------------------------- | ------ | ------ | ------------------------- |
| 1     | 4     | 364 / 333                 | 10     | 4      | 361 / 330                 |
| 2     | 5     | 593 / 542                 | 11     | 4      | 519 / 475                 |
| 3     | 3     | 181 / 166                 | 12     | 3      | 143 / 131                 |
| 4     | 4     | 489 / 447                 | 13     | 4      | 404 / 369                 |
| 5     | 5     | 603 / 551                 | 14     | 4      | 396 / 362                 |
| 6     | 4     | 355 / 325                 | 15     | 4      | 518 / 474                 |
| 7     | 3     | 221 / 202                 | 16     | 5      | 552 / 505                 |
| 8     | 4     | 507 / 464                 | 17     | 3      | 223 / 204                 |
| 9     | 4     | 446 / 408                 | 18     | 4      | 515 / 471                 |
| Aller | 36    | 3 759 / 3 438             | Retour | 35     | 3 631 / 3 321             |

## Équipes
En janvier 2019, Pádraig Harrington est choisi comme capitaine de l'équipe européenne pour la Ryder Cup 2020. Capitaine de Ryder Cup pour la première fois, il a déjà joué le tournoi à six reprises : 1999, 2002, 2004, 2006, 2008 et 2010. Il fut vainqueur de quatre éditions (2002, 2004, 2006 et 2010), mais également vice-capitaine lors des trois dernières éditions.
En février 2019, c'est Steve Stricker qui est choisi comme capitaine de l'équipe américaine pour la Ryder Cup 2020. Capitaine pour la première fois, il a déjà joué le tournoi à trois reprises : 2008, 2010 et 2012. Il fut vainqueur de l'édition 2008.
| États-Unis          | États-Unis                          | Europe                | Europe                               |
| ------------------- | ----------------------------------- | --------------------- | ------------------------------------ |
|                     |                                     |                       |                                      |
| Capitaines          |                                     |                       |                                      |
| Steve Stricker      | Steve Stricker                      | Pádraig Harrington    | Pádraig Harrington                   |
| Joueur              | Note                                | Joueur                | Note                                 |
| Daniel Berger (en)  | Choix du capitaine débutant         | Paul Casey            | 5e participation                     |
| Patrick Cantlay     | débutant                            | Matthew Fitzpatrick   | 2e participation                     |
| Bryson DeChambeau   | 2e participation                    | Tommy Fleetwood       | 2e participation                     |
| Harris English (en) | Choix du capitaine débutant         | Sergio García         | Choix du capitaine 10e participation |
| Tony Finau          | Choix du capitaine 2e participation | Tyrrell Hatton        | 2e participation                     |
| Dustin Johnson      | 5e participation                    | Viktor Hovland        | débutant                             |
| Brooks Koepka       | 3e participation                    | Shane Lowry           | Choix du capitaine débutant          |
| Collin Morikawa     | débutant                            | Rory McIlroy          | 6e participation                     |
| Xander Schauffele   | Choix du capitaine débutant         | Ian Poulter           | Choix du capitaine 7e participation  |
| Scott Scheffler     | Choix du capitaine débutant         | Jon Rahm              | 2e participation                     |
| Jordan Spieth       | Choix du capitaine 4e participation | Lee Westwood          | 11e participation                    |
| Justin Thomas       | 2e participation                    | Bernd Wiesberger (en) | débutant                             |

## Compétition
La Ryder Cup est une compétition de match-play par équipes. Le format de la compétition est le suivant :
- Première journée (vendredi) : 4 matchs en foursomes et 4 matchs en fourballs
- Deuxième journée (samedi) : 4 matchs en foursomes et 4 matchs en fourballs
- Troisième journée (dimanche) : 12 matchs individuels

Foursomes : Dans ce format, par équipe de deux joueurs, les deux golfeurs d'une équipe jouent la même balle à tour de rôle. L’un des joueurs commence les départs pairs et l’autre les impairs. Si l'équipe européenne et l'équipe américaine sont à égalité, les deux équipes partagent le trou.

Fourballs : Dans ce format, par équipe de deux joueurs, tous les golfeurs jouent leurs balles et le golfeur qui réalise le meilleur score du trou donne un point à son équipe. Si le meilleur joueur européen et le meilleur joueur américain sont à égalité, les deux équipes partagent le trou.

### Première journée
Vendredi 24 septembre 2021 - Matin
| États-Unis           | Résultats           | Europe                 |
| -------------------- | ------------------- | ---------------------- |
| Spieth / Thomas      | Europe : 3 et 1     | Rahm / García          |
| Johnson / Morikawa   | États-Unis : 3 et 2 | Casey / Hovland        |
| Koepka / Berger (en) | États-Unis : 2 et 1 | Westwood / Fitzpatrick |
| Cantlay / Schauffele | États-Unis : 5 et 3 | McIlroy / Poulter      |
| 3                    | Session             | 1                      |
| 3                    | Au général          | 1                      |

Vendredi 24 septembre 2021 - Après-midi
| États-Unis             | Résultats           | Europe                  |
| ---------------------- | ------------------- | ----------------------- |
| Johnson / Schauffele   | États-Unis : 2 et 1 | Casey / Wiesberger (en) |
| DeChambeau / Scheffler | Égalité             | Rahm / Hatton           |
| Finau / English (en)   | États-Unis : 2 et 1 | McIlroy / Lowry         |
| Thomas / Cantlay       | Égalité             | Fleetwood / Hovland     |
| 3                      | Session             | 1                       |
| 6                      | Au général          | 2                       |

### Deuxième journée
Samedi 25 septembre 2021 - Matin
| États-Unis           | Résultats           | Europe                    |
| -------------------- | ------------------- | ------------------------- |
| Koepka / Berger (en) | Europe : 3 et 1     | Rahm / García             |
| Johnson / Morikawa   | États-Unis : 2 et 1 | Casey / Hatton            |
| Spieth / Thomas      | États-Unis : 2 up   | Hovland / Wiesberger (en) |
| Schauffele / Cantlay | États-Unis : 2 et 1 | Westwood / Fitzpatrick    |
| 3                    | Session             | 1                         |
| 9                    | Au général          | 3                         |

Samedi 25 septembre 2021 - Après-midi
| États-Unis             | Résultats           | Europe              |
| ---------------------- | ------------------- | ------------------- |
| Finau / English (en)   | Europe : 1 up       | Lowry / Hatton      |
| Koepka / Spieth        | Europe : 2 et 1     | Rahm / García       |
| Scheffler / DeChambeau | États-Unis : 3 et 1 | Fleetwood / Hovland |
| Johnson / Morikawa     | États-Unis : 4 et 3 | Poulter / McIlroy   |
| 2                      | Session             | 2                   |
| 11                     | Au général          | 5                   |

### Troisième journée
Dimanche 26 septembre 2021 - Après-midi
| États-Unis          | Résultats           | Europe                |
| ------------------- | ------------------- | --------------------- |
| Xander Schauffele   | Europe : 3 et 2     | Rory McIlroy          |
| Patrick Cantlay     | États-Unis : 4 et 2 | Shane Lowry           |
| Scott Scheffler     | États-Unis : 4 et 3 | Jon Rahm              |
| Bryson DeChambeau   | États-Unis : 3 et 2 | Sergio García         |
| Collin Morikawa     | Égalité             | Viktor Hovland        |
| Dustin Johnson      | États-Unis : 1 up   | Paul Casey            |
| Brooks Koepka       | États-Unis : 2 et 1 | Bernd Wiesberger (en) |
| Tony Finau          | Europe : 3 et 2     | Ian Poulter           |
| Justin Thomas       | États-Unis : 4 et 3 | Tyrrell Hatton        |
| Harris English (en) | Europe : 1 up       | Lee Westwood          |
| Jordan Spieth       | Égalité             | Tommy Fleetwood       |
| Daniel Berger (en)  | États-Unis : 1 up   | Matthew Fitzpatrick   |
| 8                   | Session             | 4                     |
| 19                  | Au général          | 9                     |

## Statistiques des joueurs
| États-Unis          | États-Unis        | États-Unis       | États-Unis    | États-Unis       | Europe                | Europe            | Europe           | Europe        | Europe           |
| Joueur              | Nombre d'éditions | Avant 2020 V-D-N | En 2020 V-D-N | Après 2020 V-D-N | Joueur                | Nombre d'éditions | Avant 2020 V-D-N | En 2020 V-D-N | Après 2020 V-D-N |
| ------------------- | ----------------- | ---------------- | ------------- | ---------------- | --------------------- | ----------------- | ---------------- | ------------- | ---------------- |
| Daniel Berger (en)  | 1                 | Aucun            |               |                  | Paul Casey            | 5                 |                  |               |                  |
| Patrick Cantlay     | 1                 | Aucun            |               |                  | Matthew Fitzpatrick   | 2                 |                  |               |                  |
| Bryson DeChambeau   | 2                 |                  |               |                  | Tommy Fleetwood       | 2                 |                  |               |                  |
| Harris English (en) | 1                 | Aucun            |               |                  | Sergio García         | 10                |                  |               |                  |
| Tony Finau          | 2                 |                  |               |                  | Tyrrell Hatton        | 2                 |                  |               |                  |
| Dustin Johnson      | 5                 |                  |               |                  | Viktor Hovland        | 1                 | Aucun            |               |                  |
| Brooks Koepka       | 3                 |                  |               |                  | Shane Lowry           | 1                 | Aucun            |               |                  |
| Collin Morikawa     | 1                 | Aucun            |               |                  | Rory McIlroy          | 6                 |                  |               |                  |
| Xander Schauffele   | 1                 | Aucun            |               |                  | Ian Poulter           | 7                 |                  |               |                  |
| Scott Scheffler     | 1                 | Aucun            |               |                  | Jon Rahm              | 2                 |                  |               |                  |
| Jordan Spieth       | 4                 |                  |               |                  | Lee Westwood          | 11                |                  |               |                  |
| Justin Thomas       | 2                 |                  |               |                  | Bernd Wiesberger (en) | 1                 | Aucun            |               |                  |